# Legea lui Hubble
Analizând lumina de la alte galaxii (vezi Efectul Doppler), Edwin Hubble a descoperit în anii 1920 că aproape toate galaxiile se depărtează de noi cu viteza {\displaystyle V} proporțională cu distanța lor {\displaystyle R} față de Pământ, astfel ca {\displaystyle V=HxR} 
 Această observație importantă, cunoscută drept legea lui Hubble, a stabilit că Universul este în expansiune, constanta lui Hubble {\displaystyle H} determinând viteza de expansiune.
Viteza cu care un obiect cosmic (galaxie, quasar) se îndepărtează de Pamânt (măsurată pe direcția de observare) este proporțională cu distanța {\displaystyle D} dintre el și Pamânt: {\displaystyle v=HxD}